# Sperry Rand
Sperry Corporation – amerykańskie przedsiębiorstwo informatyczne.
Założone w 1910 jako Sperry Gyroscope Company przez Elmera Sperry’ego w wyniku połączenia licznych przedsiębiorstw należących do niego. Wraz z Lawrence’em Sperrym w przedsiębiorstwie opracowano m.in. autopilota. W okresie przedwojennym, zwanym złotym wiekiem awiacji, Sperry z siedzibą na Long Island zdominowała rynek lotniczych układów nawigacji, będąc ich czołowym dostawcą dla samolotów wojskowych i cywilnych, a także jednostek pływających i torped. W 1933 firma została przemianowana na Sperry Corporation, a w 1955 połączyła się z Remington Rand, tworząc Sperry Rand. W 1960 Sperry wprowadziła na rynek komputery serii 1100 – wersja 1108 była pierwszym komputerem wieloprocesorowym. W 1976 firma opracowała pierwszy podsystem cache’owania pamięci dyskowej.
W 1986 Sperry Rand połączyła się z Burroughs Corporation, tworząc istniejącą do dzisiaj firmę Unisys Corporation.